# 大場紀章
大場 紀章（おおば のりあき、1979年 - ）は、日本のエネルギー研究者。専門は、化石燃料供給、エネルギー安全保障、次世代自動車技術、物性物理学。ポスト石油戦略研究所代表。

## 経歴
1979年に愛知県江南市に生まれる。2002年に京都大学理学部を卒業し、2008年に同大学院理学研究科博士後期課程単位取得退学後、スウェーデンウプサラ大学大学院宇宙物理学科短期留学を経て、技術系シンクタンクテクノバに入社。
一般社団法人日本データサイエンス研究所首席研究員、Nanobell株式会社執行役員、実践女子大学非常勤講師を務める。
化石燃料供給、エネルギー安全保障、無機物性化学など、エネルギー問題の研究者として活動するほか、サイバーセキュリティ、材料科学、人工知能など、幅広い分野において活動している。

## 著書
- 鈴置保雄（編著）、大場紀章ほか『低炭素社会を目指して』エネルギー・資源学会、2012年。ISBN 9784901864701。
- 大場紀章ほか『シェール革命―経済動向から開発・生産・石油化学』エヌ・ティー・エス、2014年。ISBN 9784864690874。
- 柴田明夫、中田雅彦、大場紀章、星野克美『コロナ後を襲う世界7大危機 石油・メタル・食糧・気候の危機が世界経済と人類を脅かす』NextPublishing Authors Press、2021年。ISBN 9784802092180。

## 寄稿
- 「そもそもから考えるエネルギー論」（2012年2月 - 2012年7月連載「日経ビジネスオンライン」）[5]
- 「サウジアラビアが石油輸入国になる日 真のエネルギー問題はここにある」（2012年3月「日経エネルギー 2012年春号」）
- 「電力危機より石油危機 迫りつつある枯渇の時」（2012年8月「月刊WEDGE2012年8月号」）
- 「シェール革命の影響を過大評価してはいけない」（2012年12月「徹底予測2013日経ビジネス別冊」）
- 「チープオイルの終焉 石油資本窮地で供給難」（2014年4月「月刊FACTA 2014年5月号」）
- 「原油価格下落の背景 イラン・IS・サウジアラビア」（2015年8月「月刊公研 2015年8月号」）
- 「CO２の削減目標維持して原発ゼロには矛盾 日本のエネルギー政策はどうあるべきか」（2017年9月28日「SankeiBiz」）
- 「"CASE"が引き起こす自動車業界革命」（2018年10月「公研2018年10月号」）
- 「なぜ出光・昭和シェルに株式市場は失望したか」（2018年10月17日「日経エネルギーnext」）
- 「シェール頼みイラン封鎖」（2019年7⽉「月刊FACTA2019年7⽉号」）
- 「WTI、イラン情勢巡り上振れか」（2019年7月「日経ヴェリタス7月28日号」）
- 「電力先物、大手の様子見続く＝参加動機に乏しいとの指摘も」（2019年11月18日「時事通信」）
- 「原油価格の人類史的な下落は世界に何をもたらすのか」（2020年5月「公研2020年5月号」）
- 「石油業界揺るがすコロナ感染拡大」（2020年6月1日「電気新聞」）

## メディア出演
- 「本格報道INsideOUT」（2012年6月1日「BS11」）
- 「新世代が解く！ニッポンのジレンマ～数理のチカラ、僕らの未来～」（2013年6月30日「NHKEテレ」）[6]
- 「先読み！夕方ニュース"究極のエコカー"燃料電池車一般向け販売へ」（2014年11月12日「NHKラジオ第一」）
- 「マーケット・トレンド 原油価格急落の要因と今後の見通し」（2015年9月9日「ラジオNikkei」）
- 「マーケット・トレンド OPEC総会を受けての原油市場」（2015年12月11日「ラジオNikkei」）
- 「トランプ政権でコモディティ市場に買い場は来るのか？」（2017年5月1日「日経CNBCテレビ 昼エクスプレス」）
- 「マーケット・トレンド 苦境にあえぐ米シェールオイル企業（2019年7月10日「ラジオNikkei」）

## 学会発表・講演
- 「エネルギー供給から考える自動車産業」（2012年3月22日「自動車問題研究会」）
- 「エネルギー制約下の文明論」（2013年1月29日「比較文明学会」「還流文明研究会」）
- 「石油問題の不都合な真実」（2012年6月20日「中央石油販売事業協同組合春季勉強会」）
- 「エネルギー危機と日本の製造業」（2014年6月2日「川崎市産業振興財団商品開発研究会」）
- 「原油バブル崩壊！？ シェール革命の舞台裏と新時代のエネルギー政策」（2015年9月26日「コモディティフェスタ2015」）
- 「石油マーケットを取り巻く最近の情勢 ~ファンダメンタルズ、地政学リスク、為替等の影響~」（2016年3月2日「TOCOM石油アナリスト育成セミナー」）
- 「エネルギー需要予測によるこれからのエネルギーのあり方と技術開発への提言」（2018年8月3日「日本エネルギー学会 第27回大会」）
- 「2050年までのエネルギー消費のあり方をどう考えるべきか」（2019年2月14日「日本鉄鋼協会 資源・エネルギーフォーラム」）